# Rodoljub Čolaković
Rodoljub Čolaković (Bijeljina, 7. lipnja 1900. – Beograd, 30. ožujka 1983.), bosanskohercegovački je novinar, književnik i političar srpskog podrijetla. Osnivač je i prvi glavni i odgovorni urednik dnevnog lista Oslobođenje.

## Životopis
Rodoljub Čolaković rođen je 7. lipnja 1900. godine, u imućnoj bijeljinskoj obitelji. Otac Mićo i majka Soka umrli su mu dok je bio desetogodišnji dečak, te je briga o njegovom odgajanju i obrazovanju pala na djeda. U Bijeljini je završio osnovnu i nižu trgovačku školu, a obrazovanje je nastavio u Sarajevu na trgovačkoj akademiji, te na Visokoj školi za trgovinu i promet u Zagrebu.
U ranoj mladosti, Rodoljuba zahvata buntovnički duh koji će ga pratiti tijekom cijelog života. Knjiga je bila njegov nerazdvojni životni suputnik. Upravo su knjige bile te koje su prvi put pokrenule razmišljanja o socijalnoj nepravdi u tadašnjem društvu, koje on nije mogao osjetiti na vlastitoj koži. Protivno svom imovinskom stanju i staležu, on se već u pubertetskim godinama približava maksizmu koja se tada poput groznice širila kroz narode cijele Europe. Godine 1919. kao student se učlanio u Socijalističku partiju Bosne i Hercegovine. Stranački rad vrlo brzo je okupirao mu je i misli i slobodno vrijeme. Zajedno sa svojim nerazdvojnim prijateljem Alijom Alijagićem, marljivo radi na stvaranju organizacija KPJ. U prosincu 1920. godine Kraljevina Jugoslavija donosi dekret poznat pod nazivom Obznana u kojem se zabranjuje rad Komunističke partije i sindikata, čiji je autor bio ministar policije Milorad Drašković. Već označen kao jedan od potencijalnih neprijatelja države on svoj rad nastavlja uglavnom na tajnim sastancima s najbližim prijateljima koji su ostali dosljedni svojim tadašnjim uverenjima. Upravo na jednom od tih sastanaka upoznaje se s jednim od funkcionara tada zabranjene komunističke stranke, Rudolfom Hercigonjom.
Hercigonji, mnogo starijem od Čolakovića i njegovih prijatelja, nije bilo potrebno mnogo da ih ubijedi kako je jedini put stati na kraj Obznani i proganjanju – individualni teror. Zajedno s Dimitrijem Lopandićem i Nikolom Petrovićem osniva organizaciju Crvena pravda u koju se vrlo brzo uključuje i Alija Alijagić. Cilj je bio jedan – uklanjanje visokih državnih funkcionara kako bi se vlast primorala na povlačenje dekreta. Nakon Petrovićeva neuspješnog pokušaja atentata na Milorada Draškovića skupina se na neko vrijeme smiruje i povlači u Zagreb.
Jednog jutra, pročitavši u novinama kako se Drašković nalazi u Delnicama na ljetovanju, skupina donosi odluku da atentat pokuša opet. Kao neposredni izvršitelj atentata, dobrovoljno se javio Alija Alijagić. Znajući da se nijedan od njih neće izvući, dogovoreno je da po uhićenju Alija oda i svoje drugove s ciljem stjecanja što većeg publiciteta suđenja koje će uslijediti. Atentat je izvršen 7. srpnja 1921. godine. Alija je za počinjeni zločin kažnjen smrću, a Rodoljub Čolaković petnaestogodišnjom robijom. Upravo na robiji Čolaković upoznaje sami vrh buduće države, između ostalih, tu su bili Moša Pijade i Josip Broz Tito. Od 15 godina, izdržao je 12; u Lepoglavi, Srijemskoj Mitrovici i Mariboru. Vrijeme je popunjavao učenjem i prijevodima marksističkih djela. Nakon izvršenja kazne, bježi u Sovjetski Savez, a kao republikanac sudjeluje u španjolskom građanskom ratu. To mu je poslužio kao dobro iskustvo za ustanak protiv nacista nakon napada na Jugoslaviju. 
Rat ga je zatekao u Beogradu. Zajedno s ostatkom Glavnog štaba NOP odreda Srbije ilegalno napušta okupiranu prijestolnicu i odlazi na tada jedini slobodni teritorij, u Užičku republiku. Nakon pada Užičke republike prelazi u Bosnu i Hercegovinu i počinje sudjelovati u rukovođenju i organizaciji Narodnooslobodilačke borbe. Skoro cijeli rat proveo je lutajući i okupljajući partizanske odrede po Hercegovini, srednjoj Bosni i Semberiji. Godine 1943. osniva list Oslobođenje i tom prigodom postaje prvi glavni i odgovorni urednik ovog lista. Prvi broj ovog list tiskan je u Donjoj Trnovi pokraj Ugljevika.
Nakon Drugoga svjetskog rata više puta je biran za narodnog zastupnika Skupštine SFR Jugoslavije, člana Centralnog komiteta Saveza komunista Jugoslavije, Centralnog komiteta Saveza komunista Bosne i Hercegovine. Bio je član Predsjedništva Saveznog odbora SSRN Jugoslavije i Centralnog odbora SUBNOR-a Jugoslavije. 
Umro je 30. ožujka 1983. godine, a pokopan je u Aleji zaslužnih građana u Beogradu. Sva svoja odličja, rukopise, dnevnike i knjige ostavio je Spomen-domu Crvene pravde u Bijeljini.

## Djela
- Španija u plamenu (Zagreb, 1937.)
- Kuća oplakana (Zagreb, 1941.)
- Zapisi iz oslobodilačkog rata 1-5 (Sarajevo, 1946-1955.)
- Utisci iz Indije (Sarajevo, 1954.)
- Susreti i sjećanja (Zagreb, 1959.)
- Kazivanje o jednom pokoljenju 1-3 (Sarajevo-Zagreb, 1968-1972.)

## Odličja
- Partizanska spomenica 1941.
- Orden junaka socijalističkog rada
- Orden jugoslavenske zastave lentom
- Orden zasluga za narod
- Orden bratstva i jedinstva sa zlatnim vijećem
- Orden za hrabrost
- Orden narodnog oslobođenja
- Orden narodnog heroja
- Orden obnove Poljske drugog reda - Poljska
- Orden Kutuzova - Sovjetski Savez

## Vanjske poveznice
- Ko je bio Rodoljub Čolaković Roćko?, (srp.)